# La Serna del Monte
La Serna del Monte là một đô thị trong Cộng đồng Madrid, Tây Ban Nha. Đô thị này có diện tích 5,44 km², dân số theo điều tra năm 2010 của Viện thống kê quốc gia Tây Ban Nha là 99 người. Đô thị này nằm ở khu vực có độ cao 1074 mét trên mực nước biển. Cự ly so với Madrid là 81 km.